# Chelsea and Fulham (circonscription britannique)
Pour les articles homonymes, voir Chelsea et Fulham.
Circonscription parlementaire de la Chambre des communes
La circonscription de Chelsea et Fulham est une circonscription électorale anglaise située dans le Grand Londres et représentée à la Chambre des communes du Parlement britannique.

## Géographie
La circonscription comprend :
- La partie sud des boroughs londoniens de Kensington and Chelsea et d'Hammersmith et Fulham
- Les quartiers de Fulham, Sands End, Parsons Green, Walham Green, Earl's Court, South Kensington (partie) et Chelsea

## Députés
Les Members of Parliament (MPs) de la circonscription sont :
| Législature                                                                  | Années        | Député | Député      | Parti        |
| ---------------------------------------------------------------------------- | ------------- | ------ | ----------- | ------------ |
| Chelsea and Fulham issue de Kensington and Chelsea et Hammersmith and Fulham |               |        |             |              |
| 55e                                                                          | 2010–2015     |        | Greg Hands  | Conservateur |
| 56e                                                                          | 2015–2017     |        | Greg Hands  | Conservateur |
| 57e                                                                          | 2017–2019     |        | Greg Hands  | Conservateur |
| 58e                                                                          | 2019–2024     |        | Greg Hands  | Conservateur |
| 59e                                                                          | 2024–en cours |        | Ben Coleman | Travailliste |

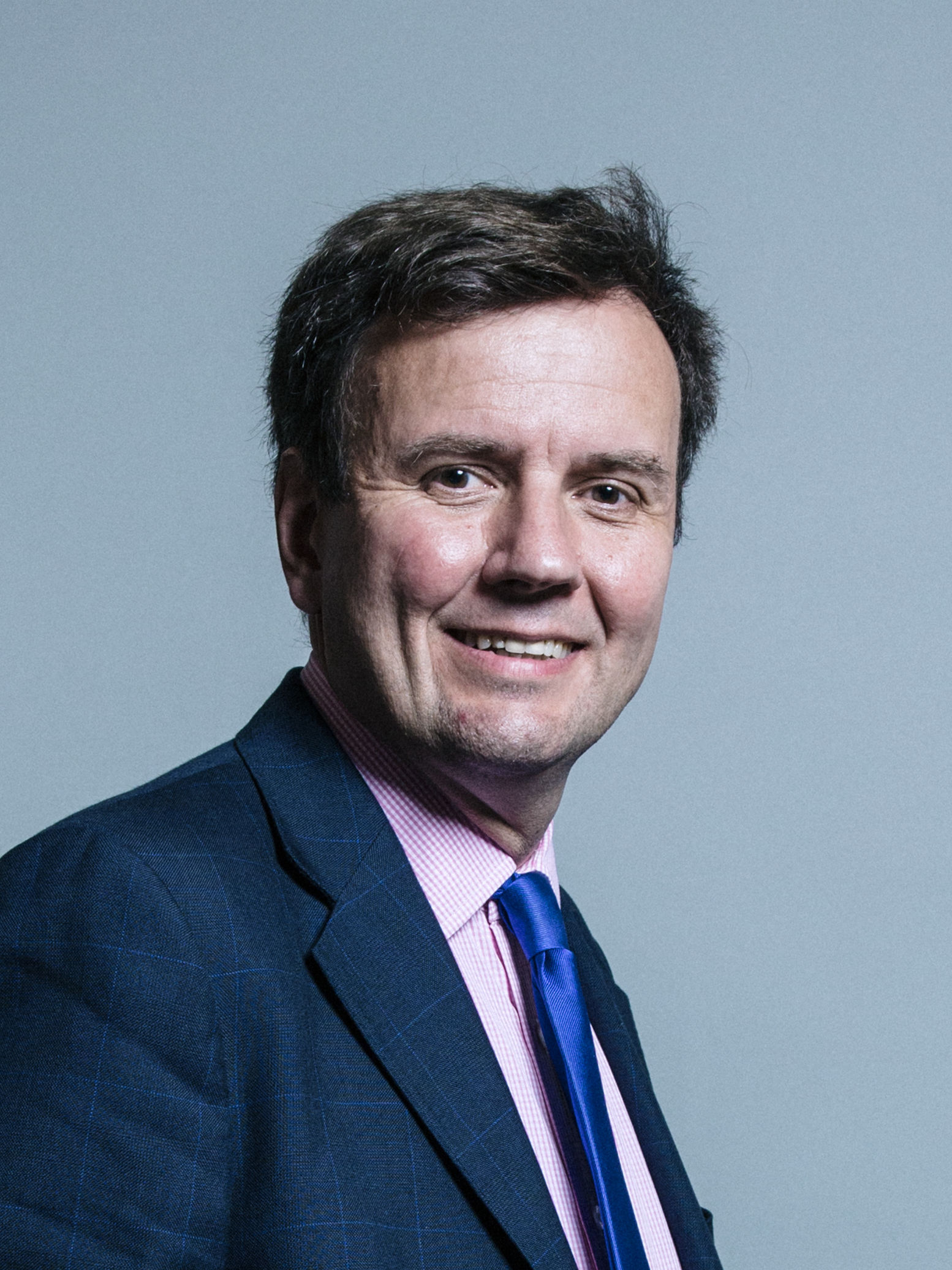
Greg Hands (2010-2024)
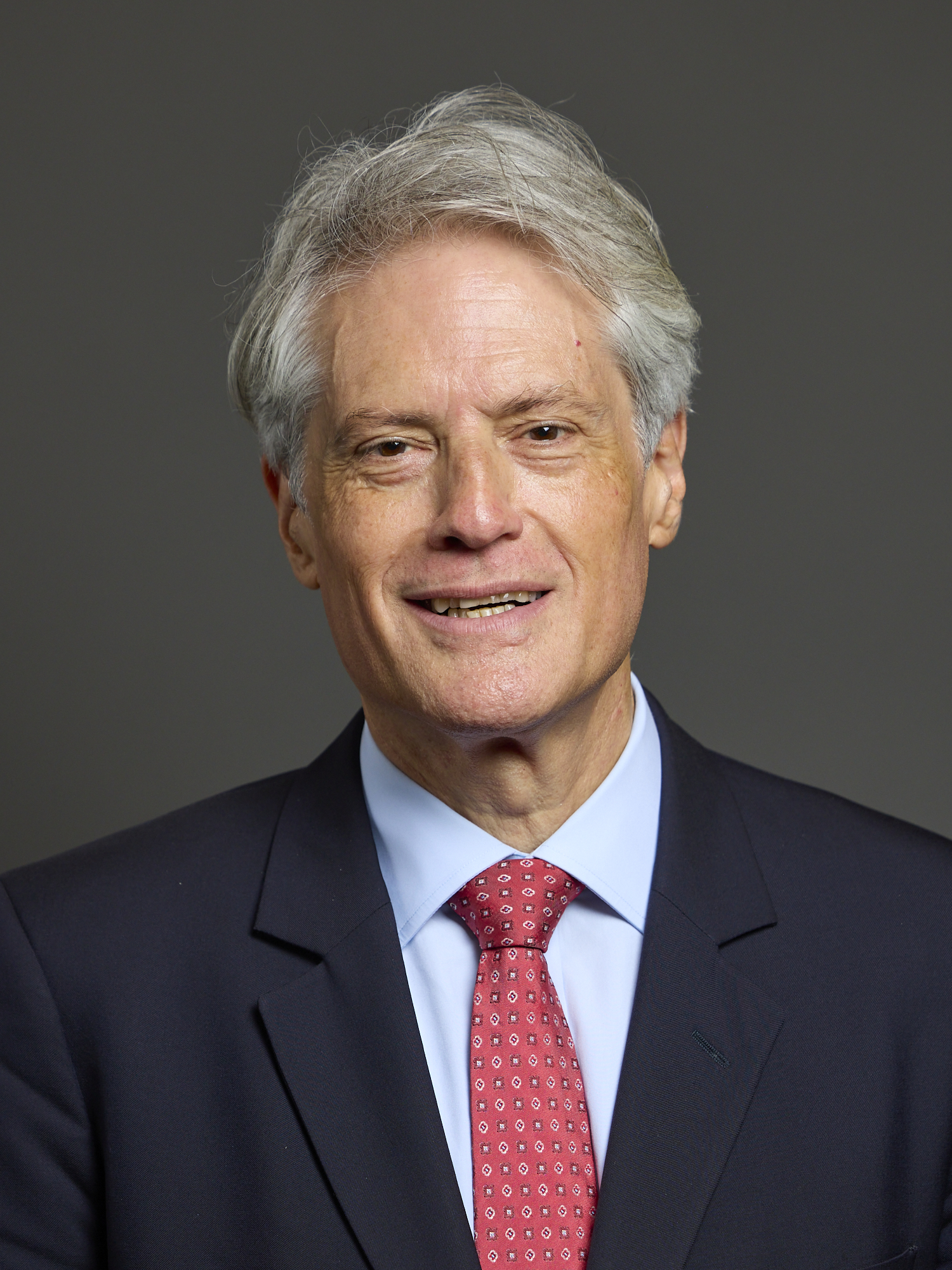
Ben Coleman (2024-en cours)